# نويل مكانداويري
نويل مكانداويري (بالإنجليزية: Noel Mkandawire)‏ (مواليد 25 ديسمبر 1978) لاعب كرة قدم ملاوي دولي. لعب لصالح نادي سوبر إسكوم في دوري مالاوي الدرجة الأولى.

## روابط خارجية
- نويل مكانداويري على موقع قاعدة بيانات كرة القدم.إي يو (الإنجليزية)
- نويل مكانداويري على موقع ناشيونال فوتبول تيمز (الإنجليزية)
- نويل مكانداويري على موقع كووورة